# Michel Butor
Michel Butor, (Mons-en-Barœul, 14 de setembre de 1926 - Contamine-sur-Avre, 24 d'agost de 2016) fou un poeta, novel·lista i assagista francès.

## Biografia
Michel Butor va ser professor de francès en altres països, sobretot a Egipte i professor de filosofia a l'École Internationale de Ginebra durant la dècada dels anys 1950. Després, va començar una carrera universitària com a professor de literatura, abans als Estats Units, després a França a la Universitat de Niça i, finalment, a Suïssa a la Universitat de Ginebra fins a la seva jubilació el 1991.
Michel Butor és conegut sobretot com a novel·lista i autor de La Modification, una novel·la que va escriure gairebé exclusivament en segona persona («vous»). Això és una imatge incompleta, perquè l'autor va rompre amb l'escriptura novel·lística després del llibre Degrés el 1960 i amb la publicació de Mobile el 1962.
Amb els primers llibres, va intentar de conciliar l'allunyament de la forma tradicional de la novel·la i la voluntat de representar el món contemporani. Va fer part del grup del nouveau roman, juntament amb Nathalie Sarraute, Alain Robbe-Grillet i Claude Simon. Des del llibre Mobile va triar noves formes experimentals. Mobile és una obra de collages variats (enciclopèdies americanes, descripcions de cotxes, articles periodístics, etc.), amb la intenció de presentar la realitat dels Estats Units contemporanis.

## Premis
- 1956: Prix Fénéon per a L'Emploi du temps
- 1957: Prix Renaudot per a La Modification
- 1960: Prix de la Critique Littéraire per a Répertoire
- 1998: Grand Prix du romantisme Chateaubriand per a Improvisations sur Balzac
- 2006: Prix Mallarmé per a Seize Lustres
- 2007: Grand Prix des Poètes